# Microsema heterolocha
Microsema heterolocha là một loài bướm đêm trong họ Geometridae.